# 拓跋太洛
拓跋 太洛（たくばつ たいらく、生年不詳 - 468年）は、北魏の皇族。章武敬王。

## 経歴
拓跋晃と慕容椒房のあいだの子として生まれた。468年（皇興2年）、死去した。征北大将軍・章武王の位を追贈された。諡は敬といった。
子がなく、孝文帝の初年に南安王拓跋楨の次男の元彬が後を嗣いだ。

## 伝記資料
- 『魏書』巻19下 列伝第7下
- 『北史』巻18 列伝第6